# Logonna-Daoulas

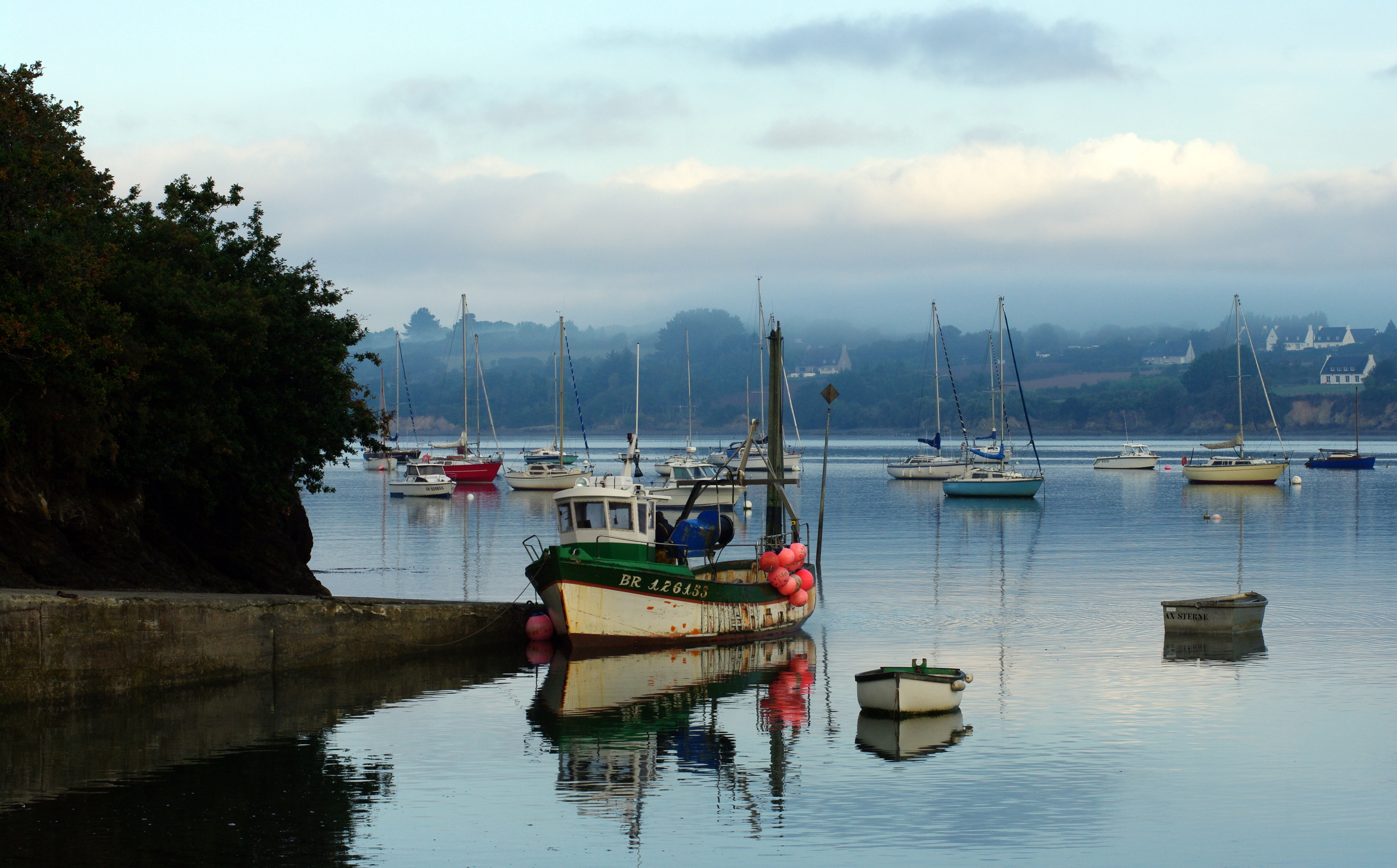
Pors-Beac'h

Logonna-Daoulas es una comuna francesa situada en el departamento de Finisterre, en la región de Bretaña.

## Demografía
| 1358 | 1223 | 1115 | 1312 | 1429 | 1579 | 2133 |
| Para los censos de 1962 a 1999 la población legal corresponde a la población sin duplicidades (Fuente: INSEE [Consultar]) |      |      |      |      |      |      |